# Софроније Јерусалимски
Свети Софроније је био патријарх Јерусалима. Рођен је у Дамаску од знаменитих родитеља. Изучивши разне школе он није био задовољан него је пошао да сабира и чисто духовну мудрост. У лаври светог Теодосија нашао се са иноком Јованом Мосхом, кога је узео себи за учитеља, те је заједно са њим кренуо да обиђе манастире и подвижнике у Мисиру. 
Мото му је био: сваки дан научити више духовне мудрости. Све што су сазнали, записали су и после издали у две књиге под именом Лимонар или Цвећник. Касније су отишли у Рим где је Мосха умро оставивши у аманет Софронију да га пренесе или на Синај или у лавру Теодосијеву. Софроније је испунио жељу свога учитеља и пренео му тело у лавру Теодосијеву, а потом се задржао у Јерусалиму, који је баш у то време био ослобођен од Персијанаца. Присуствовао је повратку Истинског крста из Персије, кога је цар Ираклије на својим леђима унео у Свети Град. Стари патријарх Захарија, такође враћен из ропства, није поживео дуго, па када је преминуо, заменио га је Модест, а после њега (+ 364) је заменио блажени Софроније. Са посебном мудрошћу и ревношћу он је управљао црквом десет година. Устајао је у одбрану православља од монотелитизма, коју је он на свом Сабору у Јерусалиму осудио пре него што је осуђена на VI васељенском сабору. Написао је житије свете Марије Египћанке, саставио чин великог водоосвећења, и увео у разна богослужења неке нове химне и песме. Када је арапски калиф Омар освоји Јерусалим, умолио га је Софроније да поштеди хришћане, што је Омар притворно и обећао. Убрзо потом када је Омар почео да пљачка и злоставља хришћане у Јерусалиму, Софроније се молио Богу да га узме између живих на земљи, да не гледа оскрвњење светиња. Хришћани верују да је Бог услишио молитву његову, и узео га к себи у дворе Своје небесне. Свети Софроније преминуо је 644. године.
Српска православна црква слави га 11. марта по црквеном, а 24. марта по грегоријанском календару.